# Emra Tahirović
Emra Tahirović (Sarajevo, 31 juli 1987) is een Zweeds-Bosnisch voetballer die als aanvaller speelde.

## Carrière
Emra Tahirović kwam als Bosnische vluchteling naar Zweden, waar hij met profvoetbal begon bij Örebro SK. In 2006 vertrok hij naar Halmstads BK, wat op het hoogste niveau van Zweden speelde. In 2007 vertrok hij naar Lille OSC, maar hij kwam hier slechts tot twee invalbeurten. Zodoende werd hij aan FC Zürich verhuurd, wat hem na een half seizoen verhuur definitief overnam. Hier speelde hij vooral in het tweede elftal, en werd een half jaar aan zijn oude club Örebro SK verhuurd. De tweede helft van het seizoen 2009/10 werd hij verhuurd aan MVV Maastricht. Hij debuteerde voor MVV op 29 januari 2010, in de met 0-2 verloren wedstrijd tegen FC Zwolle. Hij kwam in de 57e minuut in het veld voor Faty Papy. Hij scoorde zijn enige doelpunt voor MVV op 5 maart 2010, in de met 5-1 verloren uitwedstrijd tegen AGOVV. Hij scoorde een penalty in de 85e minuut. Na een verhuurperiode bij CD Castellón, vertrok hij bij FC Zürich. Enkele jaren later speelde hij nog een seizoen voor FC Wil, op het tweede niveau van Zwitserland.

### Statistieken
| Seizoen                      | Club                 | Land           | Competitie     | Competitie | Competitie | Beker | Beker | Internationaal | Internationaal | Totaal | Totaal |
| Seizoen                      | Club                 | Land           | Competitie     | Wed.       | Dlp.       | Wed.  | Dlp.  | Wed.           | Dlp.           | Wed.   | Dlp.   |
| ---------------------------- | -------------------- | -------------- | -------------- | ---------- | ---------- | ----- | ----- | -------------- | -------------- | ------ | ------ |
| 2005                         | Örebro SK            | Zweden         | Superettan     | 21         | 4          | ?     | ?     | –              | –              | 21     | 4      |
| 2006                         | Halmstads BK         | Zweden         | Allsvenskan    | 17         | 3          | ?     | ?     | –              | –              | 17     | 3      |
| 2007                         | Halmstads BK         | Zweden         | Allsvenskan    | 13         | 4          | ?     | ?     | –              | –              | 13     | 4      |
| 2007/08                      | Lille OSC            | Frankrijk      | Ligue 1        | 2          | 0          | 0     | 0     | –              | –              | 2      | 0      |
| 2007/08                      | → FC Zürich          | Zwitserland    | Super League   | 16         | 2          | 0     | 0     | 2              | 0              | 18     | 2      |
| 2007/08                      | → FC Zürich onder 21 | Zwitserland    | 1. Liga        | 1          | 1          | –     | –     | –              | –              | 1      | 1      |
| 2008/09                      | FC Zürich            | Zwitserland    | Super League   | 2          | 0          | 0     | 0     | 1              | 0              | 3      | 0      |
| 2008/09                      | FC Zürich onder 21   | Zwitserland    | 1. Liga        | 5          | 7          | –     | –     | –              | –              | 5      | 7      |
| 2008/09                      | → Örebro SK          | Zweden         | Allsvenskan    | 9          | 1          | 2     | 4     | –              | –              | 11     | 5      |
| 2009/10                      | FC Zürich            | Zwitserland    | Super League   | 0          | 0          | 0     | 0     | –              | –              | 0      | 0      |
| 2009/10                      | FC Zürich onder 21   | Zwitserland    | 1. Liga        | 7          | 4          | –     | –     | –              | –              | 7      | 4      |
| 2009/10                      | → MVV Maastricht     | Nederland      | Eerste divisie | 5          | 1          | 0     | 0     | –              | –              | 5      | 1      |
| 2010/11                      | → CD Castellón       | Spanje         | Segunda B      | 6          | 0          | 2     | 0     | –              | –              | 8      | 0      |
| 2013/14                      | FC Wil               | Zwitserland    | Ch. League     | 16         | 3          | 1     | 0     | –              | –              | 17     | 3      |
| Carrièretotaal               | Carrièretotaal       | Carrièretotaal | Carrièretotaal | 120        | 30         | 5     | 4     | 3              | 0              | 128    | 34     |
| Bijgewerkt op 6 januari 2018 |                      |                |                |            |            |       |       |                |                |        |        |